# ليونارد ليونز
ليونارد ليونز (بالإنجليزية: Leonard Lyons)‏ هو كاتب أمريكي، ولد في 10 سبتمبر 1906، وتوفي في 7 أكتوبر 1976.